# 吳昇
吳昇（1959年—），電腦科學與資訊工程學者，曾任教於國立中正大學資訊工程學系。為網擎資訊、台雲資訊、新典資訊與掬香屋烘培坊創辦人。

## 生平
吳昇1981年畢業於國立台灣大學資訊工程學系，為該系第一屆畢業生。在1984年取得國立台灣大學資訊工程碩士學位，並於1992年由美國亞利桑那大學取得資訊科學博士學位。

## 專業貢獻
吳昇為臺灣研究網路搜尋引擎的先驅，曾主導著名的中正大學蓋世計畫（Global Area Information Service，GAIS)，日後成功將其商業化，成立了網擎資訊軟體（Openfind），在2002年6月30日發表了全世界索引量最大的搜尋引擎GAIS 3.0，其資料量與資料排序性能一度超越 Google。2004年末，吳昇投入過濾垃圾郵件的研究，並且於2005年8月5日發表「NOPAM無痛式垃圾郵件過濾系統」，NOPAM以極高的偵測率和極低的誤殺率（幾近0）著稱，目前免費授權給非商業團體使用。
近年來，吳昇不滿Web 2.0的商業模式，提出以Web 3.0為概念的「NUWeb計畫」，希望能改善這個現況。他認為網路的使用者提供網路的內容，然而提供服務的網站卻以使用者所提供的內容來獲利，「使用者沒有自己的田地（網站），因而沒有自主權」。他以「For The User、By The User、Of The User」來比喻如何由Web1.0演進到Web 3.0。

## 外部連結
- 吳昇的個人網頁 （页面存档备份，存于）
- 吳昇實驗室網頁（页面存档备份，存于）
- 蓋世搜尋引擎（页面存档备份，存于）
- Nopam官方網站（页面存档备份，存于）
- NUWeb官方網站（页面存档备份，存于）